# Hemileucinae
Sous-famille
Les Hemileucinae sont une sous-famille de lépidoptères de la famille des Saturniidae.

## Liste des genres (25)
Selon NCBI :
- Automerina Michener, 1949.
- Automeris Hübner, 1819.
- Automerula Michener, 1949.
- Catacantha Bouvier, 1930.
- Cerodirphia Michener, 1949.
- Coloradia Blake, 1863.
- Dirphia Hübner, 1819.
- Dirphiella Michener, 1949.
- Dirphiopsis Bouvier, 1928.
- Erythromeris Lemaire, 1969.
- Gamelia Hübner, 1819.
- Gamelioides Lemaire, 1988.
- Hemileuca Walker, 1855.
- Hispaniodirphia Lemaire, 1999.
- Hylesia Hübner, 1820.
- Hylesiopsis Bouvier, 1929.
- Hyperchiria Hübner, 1819.
- Leucanella Lemaire, 1969.
- Lonomia Walker, 1855.
- Molippa Walker, 1855.
- Paradirphia Michener, 1949.
- Periga Walker, 1855.
- Periphoba Hübner, 1820.
- Pseudautomeris Lemaire, 1967.
- Pseudodirphia Bouvier, 1928.